# Sacabaya
Le Sacabaya ou Tambo Quemado (du nom de deux localités : Tambo et Quemado[réf. nécessaire]) est un volcan de Bolivie qui se présente sous la forme d'un cône pyroclastique peu élevé dont le sommet est occupé par trois cratères coalescents.
Le volcan a donné son nom au col Chungará-Tambo Quemado à 4 680 mètres d'altitude, point de passage frontalier avec le Chili connu pour ses longues files de camions, ainsi qu'à une météorite qui a fait l'objet d'études physicochimiques, la météorite de Tambo Quemado.